# آرامگاه و مسجد شیخ برخ
مقبره و مسجد شیخ برخ مربوط به سدهٔ ۳ تا ۱۳ ه.ق است و در شهرستان قشم، خارج از روستای کوشه واقع شده و این اثر در تاریخ ۱۶ آذر ۱۳۷۷ با شمارهٔ ثبت ۲۲۰۳ به‌عنوان یکی از آثار ملی ایران به ثبت رسیده است.